# Ronald Munro-Ferguson
Pour les articles homonymes, voir Munro (homonymie).
Ronald Crauford Munro-Ferguson (6 mars 1860 – 30 mars 1934), 1er vicomte Novar, fut le sixième gouverneur général d'Australie et certainement celui qui eut le plus d'influence politique à son poste. 

## Biographie
Il est né près de Kirkcaldy, dans la région de Fife, en Écosse. Il était le fils d'un riche député britannique de vieille souche écossaise. Il fit ses études à l'académie royale militaire de Sandhurst et exerça une carrière militaire jusqu'en 1884, date à laquelle il fut élu député. Il devint secrétaire privé de Lord Rosebery, un leader du parti libéral britannique et, en 1889, il épousa Lady Helen Blackwood, fille de Frederick Temple Hamilton-Temple-Blackwood, 1er marquis de Dufferin et Ava, qui avait été vice-roi des Indes.
Comme Rosebery, Munro-Ferguson soutint la politique coloniale du gouvernement conservateur britannique, y compris pendant la seconde guerre des Boers ce qui le rendit très impopulaire pour l'aile gauche radicale et anti militaire de son parti. Il savait donc qu'il avait peu d'espoir de faire partie des gouvernements de l'époque et ce malgré ses talents évidents aussi en février 1914 fut-il heureux d'accepter le poste de gouverneur général d'Australie même si la proposition avait pour principal but de l'écarter de Londres.
Il fut heureux que Munro-Ferguson soit un homme politique d'expérience car dès qu'il arriva à Melbourne, il se trouva confronté à une crise politique. Le gouvernement libéral de Joseph Cook avait une voix de majorité à la Chambre des Députés alors que le parti travailliste avait la majorité au Sénat et s'en servait systématiquement pour bloquer les décisions gouvernementales. Cook était décidé à provoquer une double dissolution selon la section 57 de la constitution australienne.
Le 2 juin 1914, tout juste trois semaines après la prise de fonction par Munro-Ferguson, Cook demanda officiellement une double dissolution. Munro-Ferguson avait plusieurs points à prendre en compte. Le parlement avait été élu en 1913 et avait donc deux ans de fonctionnement devant lui. Cook n'avait pas été renversé par la Chambre des députés. La seule raison valable pour sa demande était son impossibilité d'avoir une majorité au Sénat. C'était une situation sans précédent car au Royaume-Uni, la chambre haute, la Chambre des lords, n'est pas élue.
Quand Munro-Ferguson donna satisfaction à Cook, il fut sévèrement critiqué par le parti travailliste qui affirmait que Cook se servait abusivement de la Constitution pour obtenir le contrôle du Sénat. Munro-Ferguson, influencé par la crise de la Chambre des lords britanniques de 1910, fit valoir que le point de vue de la chambre basse devait prévaloir. Paradoxalement, ce furent les conservateurs du parti de Cook qui arguèrent que le gouverneur général devait toujours prendre l'avis du Premier ministre tandis que le parti travailliste expliquait qu'il était libre de son choix. 
Au milieu de la campagne électorale arriva la nouvelle de l'éclatement de la Première Guerre mondiale ce qui provoqua une crise grave dans le gouvernement australien. Le parlement avait été dissous et le gouvernement ne pouvait plus qu'expédier les affaires courantes. De plus les hommes politiques australiens de 1914 n'avaient aucune expérience dans la conduite des Affaires Étrangères. Munro-Ferguson était le seul homme à avoir l'autorité constitutionnelle et la confiance pour pouvoir agir. Ce fut Munro-Ferguson qui convoqua les Conseils des ministres, organisa les plans de mobilisation et discuta avec le gouvernement londonien.
La manœuvre de Cook se retourna contre lui quand le parti travailliste remporta les élections en septembre et qu'Andrew Fisher reprit ses fonctions. Mais, dès le départ, ce fut l'énergique Billy Hughes qui fut la force motrice pour soutenir l'effort de guerre. il établit des liens étroits avec Munro-Ferguson qui sut reconnaitre ses capacités. Munro-Ferguson vit son rôle en temps de guerre comme celui d'un agent de l'effort de guerre britannique et non pas simplement comme celui d'un représentant de la Couronne. Il soutint de façon ostensible les partisans de la guerre et s'opposa aux autres.
En octobre 1915 Fisher démissionna et fut remplacé par Hughes comme Premier ministre. Bien que Hughes soit vaniteux et imprévisible, Munro-Ferguson sut reconnaitre ses qualités de chef de guerre et le soutint en public et en privé tout en respectant le rôle qui était le sien selon la Constitution. Hughes était persuadé que seule la création d'un service militaire obligatoire permettrait à l'Australie de maintenir son effort de guerre et Munro-Ferguson lui apporta tout son soutien.
Comme Hughes, Munro-Ferguson considéra la défaite d'octobre 1916 et décembre 1917 des référendums sur la conscription comme des désastres pour l'Australie et son effort de guerre. Quand Hughes fut exclu du Parti travailliste après le premier référendum, Munro-Ferguson lui permit de rester à son poste comme Premier ministre minoritaire et encouragea Hughes et Cook à former un nouveau parti, le parti national sur une plateforme simple: gagner la guerre. Pendant la campagne pour le second référendum, Hughes s'engagea à démissionner s'il n'était pas suivi mais lorsqu'il oublia sa promesse Munro-Ferguson le reconduisit rapidement à son poste.
En dépit de leur étroite collaboration, Hughes n'était pas une marionnette aux mains de Munro-Ferguson. Lorsque David Lloyd George devint Premier ministre de Grande Bretagne, Hughes se mit à communiquer de plus en plus directement avec lui -quelquefois en gallois- ce qui amena Munro-Ferguson à se plaindre qu'il lui prenait sa place d'intermédiaire entre Londres et Melbourne. Malgré la volonté affirmée de Munro-Ferguson de faire respecter ses droits de gouverneur général, il ne put pas empêcher le déclin de son poste. Lorsque l'Australie obtint le droit d'avoir sa propre participation dans les affaires internationales, ce qui se passa en 1918, la période d'influence de Munro-Ferguson fut achevée.
En mai 1919, Munro-Ferguson demanda à Londres le droit de quitter son poste. Il fut obligé de rester pour superviser la visite du prince de Galles en Australie en 1920 et put finalement partir en octobre 1920 après avoir occupé le poste pendant plus de six ans. En 1922, il fut nommé ministre des Affaires écossaises dans le gouvernement conservateur d'Andrew Bonar Law poste qu'il occupa jusqu'en 1924. 
Il mourut dans son lit en 1934.